# Государства без выхода к морю

по состоянию на 2011 год; Узбекистан и Лихтенштейн, которые не только не имеют выхода к морю, но и граничат только с государствами, также не имеющими выхода к морю

Государства без выхода к морю — государства, имеющие только сухопутную территорию и не имеющие в своём составе территориальные воды мирового океана (моря (морей)).
По состоянию на 2023 год существует 44 государства, которые не граничат с мировым океаном (морями). 
Больше всего таких государств в Африке (16) и в Европе (14). В Азии не имеют выхода к морю 12 государств, в Южной Америке — два. В Северной Америке таких государств нет, а континент Австралия целиком занят одним государством. Два государства, не имеющих выхода к морю, а именно Узбекистан и Лихтенштейн, граничат исключительно с государствами, также не имеющими выхода в Мировой океан. Лихтенштейн стал таким государством в 1918 году после распада имперской Австро-Венгрии, имевшей выход к морю. В период аншлюса Австрии нацистской Германией (1938—1945) Лихтенштейн вновь терял этот статус, поскольку Германия также имела выход к морю. После распада СССР в 1991 году вторым таким государством стал Узбекистан.
Три небольших государства полностью окружены территорией одного другого государства (анклавы): Сан-Марино и Ватикан граничат только с Италией, а Лесото — только с ЮАР. Семь государств полностью окружены территорией двух государств: Андорра, Бутан, Лихтенштейн, Молдова, Монголия, Непал и Эсватини, а также частично признанная Южная Осетия и непризнанное Приднестровье. Большинство из государств, окружённых двумя другими государствами, также невелики по размеру и населению, но среди них есть и крупные (например, Монголия).
Эфиопия, в которой проживает 116,7 млн человек (2020 год), является крупнейшим по населённости из государств, не имеющих выхода к Мировому океану. Она стала такой в 1993 году после отделения Эритреи. Также более 25 миллионов человек проживают в Уганде — 44,8 млн (2020 год), Узбекистане — 36,0 млн (2022 год) и Непале — 28,1 млн (2018 год). В 2011 году в результате разделения Судана на собственно Судан и Южный Судан последний потерял выход к морю.
Крупнейшим по площади из государств, не граничащих с Мировым океаном, является Казахстан (2 724 900 км²); территорию больше миллиона квадратных километров имеют также Монголия (1 566 500 км²), Чад (1 284 000 км²), Нигер (1 276 000 км²), Мали (1 240 000 км²), Эфиопия (1 104 300 км²) и Боливия (1 098 581 км²).
Не имеют границ с Мировым океаном большинство (9 из 15) государств, образовавшихся после распада СССР. При этом территория государств Армения, Азербайджан, Туркменистан, Узбекистан, Кыргызстан и Таджикистан полностью входит в бассейны бессточных водоёмов и областей. Других подобных государств в мире нет. При этом государства, имеющие выход к Каспийскому морю (Азербайджан, Казахстан, Туркменистан), могут получить доступ водным путём к Чёрному, Балтийскому и Белому морям через Единую глубоководную транспортную систему России (ЕГТС) на основании международных договоров. В настоящее время тоннаж судов, пропускаемых через ЕГТС, составляет до 10 тысяч тонн, что позволяет этим государствам использовать не только суда класса «река-море», но и полноценные морские суда.
Частично признанный и имеющий статус наблюдателя при ООН Мальтийский орден, расположенный в основном, как и Ватикан, в пределах Рима, в 1998 году на 99 лет арендовал форт Сант-Анджело на Мальте.

## Проблемы государств без выхода к открытому морю
Ещё Адам Смит в своей работе «Богатство народов» отмечал, что важное значение для показателей экономической деятельности государств имеет выход к морю и, соответственно, к торговым путям. С течением времени развитие наземного транспорта и связи сократили преимущества прибрежных государств по сравнению со государствами, не имеющими выхода к морю. Однако морские перевозки по-прежнему играют центральную роль в мировой торговле, и в связи с этим отсутствие выхода к морю создаёт определённые проблемы. В частности, у соседних государств могут быть экономические или военные причины для того, чтобы заблокировать выход к морю или транзит через свою территорию.

## Право государств на доступ к открытому морю
Согласно международному праву (Конвенция ООН по морскому праву 1982 года, часть X), внутриконтинентальные государства имеют право на доступ к морю. Это право реализуется путём заключения специальных соглашений между заинтересованными государствами, не имеющими выхода к морю, и государствами транзита.
Внутриконтинентальные государства могут иметь морские суда под своим флагом, базирующиеся в иностранных портах (например, морские суда Чехии используют порт Щецин на основании договора с Польшей).
В открытом море внутриконтинентальные государства пользуются всеми правами на равных основаниях: в частности, они имеют право осуществлять судоходство, рыболовство, полёты летательных аппаратов, прокладывать подводные кабели и трубопроводы.
В августе 2003 года в Алма-Ате была принята Алма-Атинская декларация и Алма-Атинская программа действий по обеспечению доступа государств к морским перевозкам. Отмечается, что эта программа — практически единственная программа, которая является «дорожной картой» в интересах обеспечения особых потребностей развивающихся государств, не имеющих выхода к морю. Она содержит конкретные меры и рекомендации относительно политики в области транзитных перевозок и развития транспортной инфраструктуры.

## Список государств, не имеющих выхода к Мировому океану

### Азия
- Азербайджан (частично в Европе)[6]
- Армения (частично в Европе)
- Афганистан
- Бутан
- Казахстан (частично в Европе)[6]
- Кыргызстан
- Лаос
- Монголия
- Непал
- Таджикистан
- Туркменистан[6]
- Узбекистан
- Южная Осетия — частично признанное государство

### Африка
- Ботсвана
- Буркина-Фасо
- Бурунди
- Замбия
- Зимбабве
- Лесото
- Малави
- Мали
- Нигер
- Руанда
- Уганда
- Центральноафриканская Республика
- Чад
- Эсватини
- Эфиопия[7]
- Южный Судан[2]

### Европа
- Австрия
- Андорра
- Беларусь
- Ватикан
- Венгрия
- Лихтенштейн
- Люксембург
- Молдова
- Сан-Марино
- Северная Македония
- Сербия
- Словакия
- Чехия
- Швейцария
- Косово — частично признанное государство
- Приднестровье — непризнанное государство
- Мальтийский орден — государствоподобное образование

### Южная Америка
- Боливия[8]
- Парагвай

## Факты
- Боливия, несмотря на утрату выхода к морю в результате Второй тихоокеанской войны, имеет свои Военно-морские силы и отмечает национальный праздник — День моря[9][10].
- В Молдове зарегистрировано 485 морских судов, что приносит государству доход в размере около 10 миллионов леев в год[11] (около  550 000 долларов США по курсу на ноябрь 2024 года).
- Центральная Азия или Средняя Азия является единственным в мире регионом, состоящим исключительно из государств без выхода к Мировому океану.
- Король Иордании Хусейн ибн Талал в 1965 году приобрёл у Саудовской Аравии 12 км прибрежной территории, фактически купив выход к морю для страны[12].